# Finlands herrlandslag i fotboll
Finlands herrlandslag i fotboll, även kallade Huuhkajat (berguvarna), representerar Finland i fotboll för herrar. EM 2020 var den första stora turneringen där Finland deltog. Finland har aldrig spelat i VM:s slutspel men deltagit fyra gånger i de olympiska spelens fotbollsturnering. Ett av skälen till att det finska fotbollslandslaget inte nått samma framgångar som till exempel övriga nordiska länder antas ofta vara det faktum att fotboll fortfarande inte är den största publiksporten i Finland, även om fotboll numera, sett till antalet utövare, är klar etta.

## Historia
Finland spelade sin första landskamp 1911, men var då inte ett eget land utan en självstyrande del av Ryssland. 1912 deltog Finland i en stor turnering för första gången då man var med i de olympiska spelen i Stockholm. OS-fotbollen var den enda stora internationella turneringen vid den här tiden. Finland vann båda sina matcher mot Italien (3-2) och det egentliga Ryssland (2-1). I semifinalen hade man ingen chans mot dåtidens stormakt Storbritannien som vann med klara 4-0. Finland hade heller ingen chans i bronsmatchen där det blev en ännu större förlust. Nederländerna vann med hela 9-0.
Ett intressant minne berättar Kunskapens bok om. Det handlar om det mittbackspar Finland hade i OS 1912. De båda mittbackarna valde olika yrkesbanor men kan säkerligen träffat varandra ändå. Den ena mittbacken blev polischef i Helsingfors och den andra blev en av Finlands största smugglarkungar – Algoth Niska.
1917 utropades Finlands självständighet. Finland återkom i en stor turnering 1936 då man återigen var med i OS i Berlin. Finland kunde dock inte utgöra ett större hot mot Peru som skickade hem finländarna direkt efter 7-3 i första omgången. Finland har deltagit i OS ytterligare två gånger: 1952 deltog man som hemmalag och 1980 deltog man senaste gången. 1980 kom man med först efter att Norge valt att bojkotta spelen.
Trots flera försök lyckades Finland inte gå vidare från kvalspel till EM och VM fram till 2019 då man kvalificerade sig till EM 2020. Finland var länge ett av Europas svagaste landslag och var inte alls med och tävlade om slutspelsplatser. Sedan slutet av 1990-talet har den finländska fotbollen kraftigt höjt sin nivå mycket tack vare utlandsproffs. Numera är Finland betydligt starkare än tidigare men har fortfarande svårt att vara med och slåss om slutspelsplatserna, fastän man var nära nå VM såväl 1998 som 2002 samt EM 2008.

## VM-kval
Finland nådde ingen framgång i sitt första kval till VM 1938. Efter tre raka förluster mot Estland, Tyskland och Sverige blev det hemgång direkt efter första kvalet. Under kvalet till VM 1954 lyckades Finland inte vinna någon match, men man fick 2 oavgjorda mot Sverige hemma och Belgien borta. Trots detta hamnade man sist i gruppen. 1958 slutade med ett katastrof med 4 raka förluster mot Polen och Sovjetunionen och återigen sist. 1962 skulle återigen bli 4 raka förluster mot Frankrike och Bulgarien. Man blev sist igen. 1966 skulle Finland vinna sin första match genom 2-0 hemma mot Polen. Det var Finlands första seger i ett kval. Men man blev sist med 2 poäng. Även kvalet till 1970 vann Finland en match, den här gången 2-0 mot Spanien hemma. De 5 resterande matcherna slutade i förlust och man blev sist med 2 poäng. Det var inte förrän 1974 års kval då Finland slapp hamna sist i gruppen. Man hamnade med Östtyskland, Rumänien och Albanien. En hemmavinst mot Albanien (1-0) och oavgjort hemma mot Rumänien (1-1) gav 3 poäng och en tredje plats i gruppen före Albanien med bara 2 poäng efter vinst mot Finland på Albaniens hemmaplan. 1978 års kval blev rekord för Finland. Laget tog två segrar mot Luxemburg, bland annat med en rejäl 7-1 hemma mot Luxemburg. Trots detta kunde man inte man möta Italien och England. Man förlorade mot båda lagen hemma och borta, men kom näst sist med 4 poäng efter segrarna mot Luxemburg. Dock kunde man i 1982 års kval inte spela bra. Man lyckades bra slå Albanien hemma (2-1) och tog bara 2 poäng efter segern. Man blev sist. 1986 års kval fick man återigen rekord. Finland tog två segrar mot Turkiet och en skrällseger hemma mot Nordirland (1-0). Man fick även oavgjort hemma mot England men borta mot England blev katastrof genom hela 0-5-förlusten. Oavgjort blev det även mot Rumänien hemma. Man fick totalt 8 poäng, man var nära och var bara 2 poäng bakom tvåan Nordirland men slutade nästsist före Turkiet. 1990 blev man näst sist och slog bara Wales hemma (1-0) och fick oavgjort borta (2-2). Man fick 3 poäng och slutade nästsist. 1994 kvalet slog man Israel borta och fick oavgjort hemma. Man slog även Österrike hemma, men man fick bara 5 poäng och blev näst sist igen.

## Landslaget på senare år
Finlands landslag har under slutet av 1990-talet nått något större framgångar än under tidigare årtionden. I kvalet till 1998 års kval inledde Finland dåligt med två förluster mot Ungern borta (0–1) och Schweiz hemma (2–3). Finland återhämtade sig trots det och tog däribland en stark seger mot Schweiz samt en pinne mot Norge, båda på bortaplan. I kvalgruppens sista match, där en seger hade räckt för fortsatt kvalspel, blev det dock endast oavgjort mot Ungern efter att Finland gjort ett självmål på övertid. Finland slutade slutligen som grupptrea, en poäng bakom grupptvåan Ungern. Under kvalet till EM 2000 tog man en stark 3–1-seger borta mot  mot Turkiet, men man avslutade dock kvalificeringen som grupptrea, sju poäng bakom grupptvåan Turkiet. Finland gjorde ett rätt bra kval till VM 2002. I den svåra gruppen med bl.a. England och Tyskland slutade man trea efter bland annat två oavgjorda resultat mot Tyskland, 0–0 hemma mot England, samt hela 5–1 mot Grekland hemma. Kvalet till EM 2004 blev ingen stor framgång för Finland del, och man placerade sig fyra med endast Azerbajdzjan efter sig. Kvalets bästa resultat var 3–0-segern hemma mot Serbien och Montenegro. I kvalet till VM 2006 slutade Finland gruppfyra. Detta kval blev misslyckat, och mot gruppettan Nederländerna, grupptvåan Tjeckien och grupptrean Rumänien blev det inga poäng. I kvalet till EM 2008 började det bra för Finlands del med 3–1 borta mot Polen och 1–1 hemma mot 2004 års silvermedaljörer Portugal. Finland hade länge möjligheten att ta sig vidare till slutspelet, men i den sista matchen mot Portugal borta, där seger behövdes, fick man bara 0–0 och missade därmed EM. Finland fick till sist nöja sig med en fjärdeplats i gruppen efter att serberna vunnit sin betydelselösa match mot Kazakstan och därmed gått om finnarna.
I november 2007 avgick tränaren Roy Hodgson och flyttade i december 2007 till Fulham i Premier League. I januari 2008 valdes Stuart Baxter till Finlands nya förbundskapten. I kvalet till VM 2010 slutade Finland trea i sin grupp. Trots två oavgjorda mot Tyskland förlorade man båda matcher mot tvåan Ryssland och spelade bara 1–1 borta mot Liechtenstein.
I kvalspelet till EM 2012 gick det dåligt för Finland och man slutade fyra i gruppen med enbart tre segrar (av vilka två kom mot slagpåsen San Marino och  den tredje mot Moldavien hemma). Trots att även VM-kvalet 2014 inte blev någon höjdare lyckades man spela oavgjort borta mot de regerande världs- och europamästarna Spanien. När kvalet var avklarat slutade man på en tredjeplats, långt bakom Spanien, som vann gruppen, och Frankrike.
Finland hamnade i en relativt svag grupp i kvalet till EM 2016. Gruppen blev hyllad till och med som "drömgrupp", då Finland undvek alla de stora länderna som motståndarna och fick möta Färöarna, Grekland, Nordirland, Rumänien och Ungern i stället. Trots det fick man nöja sig med en fjärdeplats i gruppen, fyra poäng bakom trean Ungern som grep playoff-platsen och som sedermera tog sig till EM. VM-kvalet 2018 började dåligt för landslaget med endast en poäng efter sex matcher. Därefter tog man dock två segrar och två oavgjorda, vilket till sist gav finnarna en femteplats i gruppen före Kosovo. Detta trots att även den här gruppen var relativt svag, med Kosovo, Island, Kroatien, Turkiet och Ukraina som motståndarna. 
Sin största framgång hittills nådde Finland i kvalet till EM 2020, då man för första gången någonsin kvalificerade sig till ett internationellt mästerskap. Finland nådde sin direkta plats i slutspelet med andra plats i sin grupp genom att besegra Liechtenstein 3-0 på hemmaplan. Matchen var Finlands näst sista i kvalet. Väl inne i turneringen vann man sin första match, med 1–0 över Danmark.
Efter åtta år på tronen fick Markku Kanerva sparken i december 2024. Förbundet valde den okända dansken Jacob Friis som efterträdare.

## Förbundskaptener under senare år
- Martti Kuusela (1982-1987)
- Jukka Vakkila (1988-1992)
- Tommy Lindholm (1992-1994)
- Jukka Ikäläinen (1994-1996)
- Richard Møller Nielsen (1996-1999)
- Antti Muurinen (2000-2005)
- Jyrki Heliskoski (2005-2006)
- Roy Hodgson (2006-2007)
- Stuart Baxter (2008-2010)

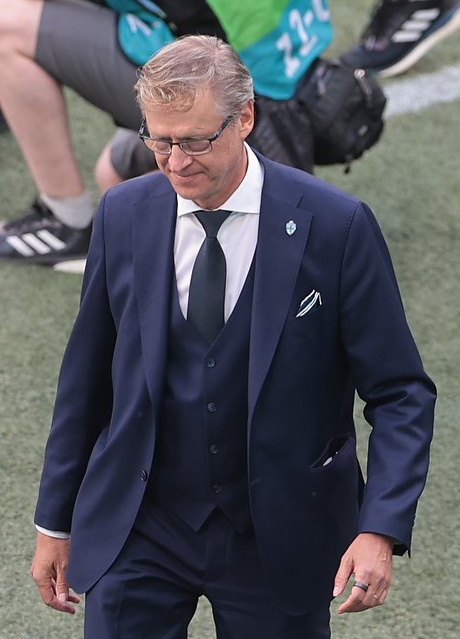
Markku Kanerva, Finlands förbundskapten 2016-.

- Olli Huttunen, tillförordnad FK (2010-2011)
- Mixu Paatelainen (2011-2015)
- Hans Backe (2015-2016)
- Markku Kanerva (2016-2024)
- Jacob Friis (2025-)

## Spelare

### Nuvarande trupp
Följande spelare var uttagna till Uefa Nations League-matcherna mot Bosnien och Hercegovina, Montenegro och Rumänien den 4-14 juni 2022.
Antalet landskamper och mål är uppdaterade efter matchen mot Montenegro den 7 juni 2022.
| Nr | Pos. | Namn                 | Födelsedatum (ålder) | Matcher | Mål |               | Klubb            |
| -- | ---- | -------------------- | -------------------- | ------- | --- | ------------- | ---------------- |
|    | MV   | Lukáš Hrádecký       | 24 november 1989     | 77      | 0   | Tyskland      | Bayer Leverkusen |
|    | MV   | Jesse Joronen        | 21 mars 1993         | 15      | 0   | Italien       | Brescia          |
|    | MV   | Carljohan Eriksson   | 25 april 1995        | 1       | 0   | Skottland     | Dundee United    |
|    |      |                      |                      |         |     |               |                  |
|    | F    | Jere Uronen          | 13 juli 1994         | 59      | 1   | Frankrike     | Brest            |
|    | F    | Thomas Lam           | 18 december 1993     | 28      | 0   | Bulgarien     | CSKA Sofia       |
|    | F    | Sauli Väisänen       | 5 juni 1994          | 24      | 0   | Italien       | Cosenza          |
|    | F    | Albin Granlund       | 1 september 1989     | 21      | 0   | Polen         | Stal Mielec      |
|    | F    | Daniel O'Shaughnessy | 14 september 1994    | 20      | 1   | Tyskland      | Karlsruher SC    |
|    | F    | Nikolai Alho         | 12 mars 1993         | 20      | 0   | Grekland      | Volos            |
|    | F    | Leo Väisänen         | 23 juli 1997         | 17      | 0   | Sverige       | IF Elfsborg      |
|    | F    | Robert Ivanov        | 19 september 1994    | 11      | 0   | Polen         | Warta Poznań     |
|    | F    | Miro Tenho           | 2 april 1995         | 1       | 0   | Finland       | HJK              |
|    | F    | Richard Jensen       | 17 mars 1996         | 1       | 0   | Nederländerna | Roda JC          |
|    |      |                      |                      |         |     |               |                  |
|    | MF   | Rasmus Schüller      | 18 juni 1991         | 62      | 0   | Sverige       | Djurgårdens IF   |
|    | MF   | Robin Lod            | 17 april 1993        | 57      | 5   | USA           | Minnesota United |
|    | MF   | Glen Kamara          | 28 oktober 1995      | 44      | 1   | Skottland     | Rangers          |
|    | MF   | Robert Taylor        | 21 oktober 1994      | 25      | 1   | USA           | Inter Miami      |
|    | MF   | Onni Valakari        | 18 augusti 1999      | 10      | 1   | Cypern        | Pafos            |
|    | MF   | Urho Nissilä         | 4 april 1996         | 10      | 0   | Sydkorea      | Suwon FC         |
|    | MF   | Ilmari Niskanen      | 12 oktober 1997      | 9       | 1   | Skottland     | Dundee United    |
|    | MF   | Lucas Lingman        | 25 januari 1998      | 2       | 0   | Sverige       | Helsingborgs IF  |
|    | MF   | Mikael Soisalo       | 24 april 1998        | 1       | 0   | Lettland      | Riga             |
|    |      |                      |                      |         |     |               |                  |
|    | A    | Teemu Pukki          | 29 mars 1990         | 104     | 35  | England       | Norwich City     |
|    | A    | Joel Pohjanpalo      | 13 september 1994    | 54      | 13  | Turkiet       | Çaykur Rizespor  |
|    | A    | Marcus Forss         | 18 juni 1999         | 14      | 2   | England       | Hull City        |
|    | A    | Lassi Lappalainen    | 24 augusti 1998      | 9       | 0   | Kanada        | CF Montréal      |
|    | A    | Benjamin Källman     | 17 juni 1998         | 5       | 1   | Finland       | Inter Turku      |